# Спас
Спас (мкд. Спас) је насељено место у Северној Македонији, у крајње западном делу државе. Спас припада општини Дебар.

## Географија
Насеље Спас је смештено у крајњем западном делу Северне Македоније, на самој граници са Албанијом (од које је раздваја једино река Црни Дрим). Од најближег већег града, Дебра, насеље је удаљено 5 km северозападно.
Рељеф: Спас се налази у горњем делу историјске области Дебар. Село је положено сред плодног Дебарског поља, које прави река Црни Дрим, после истока из Дебарског језера. Околина насеља је равничарска до валовита, па и погодна за пољопривреду. Надморска висина насеља је приближно 570 метара.
Клима у насељу, и поред знатне надморске висине, није планинска, већ је пре блажа, жупна клима.

## Становништво
По попису становништва из 2002. године Спас је имао 32 становника.
Претежно становништво у насељу су Албанци (100%).
Већинска вероисповест у насељу био је ислам.